# Twister (jogo)

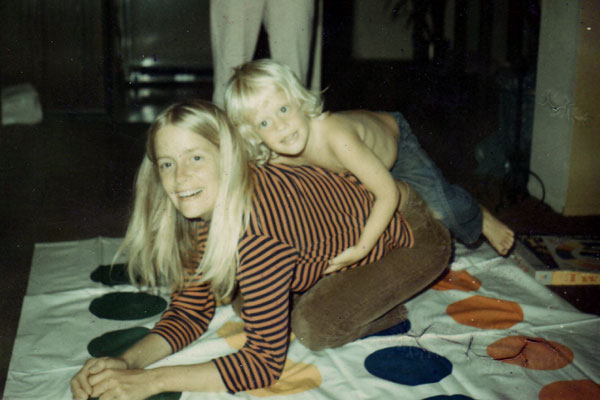
Mãe e filho a jogarem Twister

Twister é um jogo de habilidade física. O Twister é jogado em um tapete de plástico de grandes dimensões que se espalha sobre o solo. O tapete é como um jogo de tabuleiro. Ele tem quatro linhas de grandes círculos coloridos sobre a mesma com uma cor diferente em cada linha: vermelho, amarelo, azul e verde. Um spinner é anexado a um tabuleiro quadrado e serve como um molde para o jogo. O spinner é dividido em quatro seções rotuladas: pé direito, mão esquerda, pé esquerdo e mão direita. Cada uma dessas quatro partes é dividida em quatro cores (vermelho, amarelo, azul e verde). Depois de girar, a combinação é chamada (por exemplo: amarelo da mão direita) e os jogadores devem mover a mão ou o pé correspondente a um ponto da cor correta.  Em um jogo de dois jogadores, duas pessoas não podem ter uma mão ou de pé sobre o mesmo círculo. As regras são diferentes para mais pessoas. Devido à escassez de círculos coloridos, os jogadores vão muitas vezes ser obrigados a colocar-se em posições precárias, eventualmente fazendo alguém a cair. Uma pessoa é eliminada quando cai ou quando toca o cotovelo ou do joelho no tatame. Não há limite de quantos podem jogar ao mesmo tempo, mas mais do que quatro é um ajuste apertado.
O Twister foi patenteado por Charles F. Foley e Rabens Neil em 1966, mas não se tornou um sucesso, até que Eva Gabor jogou com Johnny Carson na TV Tonight Show em 3 de maio de 1966. No entanto, no seu sucesso, o Twister também foi controverso. A empresa que produziu o jogo, Milton Bradley, foi acusada por seus concorrentes de vender "sexo em uma caixa". A acusação foi, provavelmente, porque Twister foi o jogo popular primeiro americano a usar corpos humanos como peças do jogo.
Embora o Twister tenha sido patenteado por Charles F. Foley e Rabens Neil, fontes também mencionam um homem de nome Reyn Guyer. Ele alegou que teve a ideia de Twister, enquanto trabalhava em uma promoção de Johnson Graxa na empresa do pai do projeto. Diz-se que Guyer chamado originalmente essa ideia Pretzel novo jogo, mas que Milton Bradley mudou o nome para Twister, antes de colocá-la no mercado.
No entanto, essa alegação de que Reyn inventou o Twister é considerada falsa. De acordo com o escritório de patentes dos Estados Unidos, não há nenhuma ligação entre o Twister e o nome Guyer. Foley e Rabens são creditados pela invenção, e seus nomes são os únicos nomes ligados à patente. Sua única ligação com Guyer é que eles eram funcionários da empresa de seu pai.
Atualmente, torneios Twister são usados como uma fonte de eventos filantrópicos por colocar em fraternidades e irmandades da faculdade para angariar dinheiro para uma causa de caridade. Muitos destes torneios são realizadas anualmente, e são uma boa maneira de se envolver com a comunidade. Algumas das organizações "gregas" de que participam nestes torneios incluem: Alpha Xi Delta da Universidade de Cornell, Tau Kappa Epsilon da Southern Illinois University Carbondale, Sigma Nu em Villanova, Kappa Delta na Ball State University e Alpha Omega Chi no Missouri State University. 
Desde seu lançamento, muitos participantes ativos já tentaram e conseguiram recordes para a maioria de concorrentes em um jogo, e a maior quantidade combinada de esteiras jogo Twister. Como citado pelo Guiness Book of World Records, o maior jogo de Twister teve 4.699 pés quadrados (436,6 m2) de tapetes que foram combinados. O recorde anterior para o maior jogo foi disputado na Holanda em Abril de 2005, com 2.453 metros quadrados (227,9 m2) de esteiras. O recorde para o maior número de concorrentes em um jogo de Twister ocorreu em 1987, com 4.160 competidores na Universidade de Massachusetts em Amherst. O maior tapete de twister no mundo foi montado pela Universidade de Tulsa, Oklahoma, em 23 de outubro de 2008. Ela mede 39 mx 36,2 m (128 m x 119 m).Houve tentativas de quebrar este recorde, mais recentemente, em 18 de junho de 2010 em Belchertown, MA.

## Fenômeno universal
Twister, bem como suas contrapartes do bambolê, foi um dos muitos brinquedos fenômenos da moda que surgiram na segunda metade do século XX. Microsoft Encarta rótulos Twister como sendo "um fenômeno da indústria", que "brevemente captura a imaginação do público, e vende na casa dos milhões". Sendo um dos modismos mais antiga do brinquedo e uma "mania nacional por um curto período de tempo," Twister foi um jogo que foi capaz de trazer todas as faixas etárias em conjunto, sejam eles crianças ou adultos. Twister sendo tanto globalmente distribuídos e altamente popular é diferente de outros jogos da sua estatura, no sentido de que seja aceite por todas as classes sociais. Em um artigo de Peterson e Simkus, eles afirmam: "Enquanto as provas da primeira metade do século XX sugere forte ligação entre status social e gosto cultural, há evidências crescentes de que já não há uma correspondência um-para-um entre o gosto e membros do grupo, em avançado estado de sociedades pós-industriais como os Estados Unidos ". [Peterson, Simkus] Normalmente, as pessoas que apresentam alta gostos cultivados abranger os ideais mais diversificada, bem como uma vasta gama de recursos, e que pessoas de baixa cultura tendem a ter uma gama mais estreita de gostos e menos acesso aos recursos. Apesar de ter tais diferenças distintas entre as culturas de alta e baixa, a Twister é capaz de romper a barreira e um apelo para os dados demográficos das pessoas.

## Acessibilidade
Twister tem sido criticado por ser desnecessariamente inacessível para jogadores cegos e daltônicos. Alguns indivíduos criativos têm respondido através da criação de novas versões. Há instruções ao público sobre como alterar um jogo Twister, de modo a ser acessível a pessoas daltônicas e para os indivíduos completamente cegos.